# Stoßtrupp Gold
Stoßtrupp Gold (Originaltitel: Kelly’s Heroes) ist ein US-amerikanischer Kriegsfilm aus dem Jahr 1970.

## Handlung
Zweiter Weltkrieg, Ostfrankreich. Eine amerikanische Aufklärungseinheit erfährt durch Zufall beim Verhör eines gefangengenommenen deutschen Offiziers, dass in einer Bank 30 Meilen hinter den feindlichen Linien, bewacht von deutschen Truppen, 14.000 Barren Gold lagern. Unter der Führung von Kelly und „Big Joe“ beschließt die Aufklärungseinheit, ihren dreitägigen Fronturlaub für ein privates Unternehmen zu nutzen und das Gold in einem kühnen Vorstoß hinter die feindlichen Linien an sich zu bringen.
Unterstützung erhalten sie von „Spinner“ („Oddball“) und seinen Jungs, der über drei versprengte Sherman-Panzer mit Besatzung verfügt und trickreich versucht, weiterhin als vermisst zu gelten, sowie von „Speckbacke“ („Crapgame“), einem Nachschubunteroffizier, der für Geld alles tut und für das illegale Unternehmen die Ausrüstung besorgt. Natürlich verlangen beide eine Beteiligung. Später werden von „Spinner“ auch noch einem Musikkorps und einer Pioniereinheit, als Lohn für die Errichtung einer Brücke, ein fairer Anteil angeboten, den diese aber nicht mehr abholen können, da ihnen General Colt einen Strich durch die Rechnung macht.
Im Zuge dieses privaten Vorstoßes bringen Kelly und sein Privatunternehmen den Kriegsschauplatz völlig durcheinander. Beim Abhören des Funkverkehrs und in völliger Unkenntnis der tatsächlichen Vorgänge befiehlt der zuständige amerikanische General Colt begeistert den allgemeinen Vorstoß und reist, wild Orden verteilend, an die neue Front.
Inzwischen sind Kelly und „Spinners“ letzter Shermanpanzer bei der Bank angekommen. Im Handstreich gelingt es, die deutschen Truppen zu überrumpeln und fast gänzlich auszuschalten. Der letzte Shermanpanzer aber wird irreparabel beschädigt, und ein deutscher Tiger-Panzer bewacht noch immer die Bank. „Speckbackes“ Geschäftssinn rettet das gescheiterte Unternehmen: Davon ausgehend, dass die Deutschen nicht wissen, was sie da bewachen, sondern nur Befehlen folgen, schlägt er vor, auch sie an dem Raubzug zu beteiligen.
Kelly, „Big Joe“ und der „Spinner“ treten ohne Deckung vor den deutschen Panzer und verhandeln. Ein Anteil an den 16 Millionen Dollar in Gold überzeugt den Panzerkommandanten, und er sprengt mit seinem Geschütz ein Loch in die Tür der Bank. Während das Gold verteilt und verladen wird, erreicht der General mit den restlichen Truppen die Stadt, deren Bewohner ihn auf Grund einer Ausflucht von Big Joe für Charles de Gaulle halten und ihm überschwänglich für die Befreiung danken und ausgelassen feiern. Im Schutze dieses spontanen Freudenfestes gelingt es, das geraubte Gold unentdeckt in Sicherheit zu bringen.

## Kritiken
Für das Lexikon des internationalen Films handelte es sich um einen „Klamaukfilm mit großer Besetzung – so farbenfroh war der Krieg!“ Einen witzigen „Klamauk mit hervorragender Besetzung und brillanter Kamera“ sah auch die Fernsehzeitschrift Prisma. Der Evangelische Filmbeobachter hielt hingegen nichts von dem Film: „Amerikanische Kriegsklamotte, die demonstriert, wie lustig [im Zweiten Weltkrieg] das Töten in den Augen der Filmleute [war].“

## In der Populärkultur
- Der Film wird in einigen Episoden der Animeserie Girls und Panzer angesprochen, insbesondere als Anschaumaterial für das Hasen-Team in Folge 10, wo eine Kampfszene aus dem Film in animierter Form wiedergegeben wird.